# Pratt & Whitney R-985 Wasp Junior
Pratt & Whitney R-985 Wasp Junior  es una serie de motores aeronáuticos radiales de nueve cilindros refrigerados por aire fabricados por Pratt & Whitney Aircraft Company  desde la década de 1930 hasta la de 1950. Estos motores tienen una 985 pulgadas cúbicas (16 L); las versiones iniciales producían 300 hp (220 kW), mientras que las versiones más utilizadas producen 450 hp (340 kW).
Wasp Juniors ha impulsado numerosos aviones civiles y militares más pequeños, incluidos transportes pequeños, aviones utilitarios, entrenadores, aviones agrícolas y helicópteros. Se fabricaron más de 39.000 motores y muchos todavía están en servicio en la actualidad.

## Historia

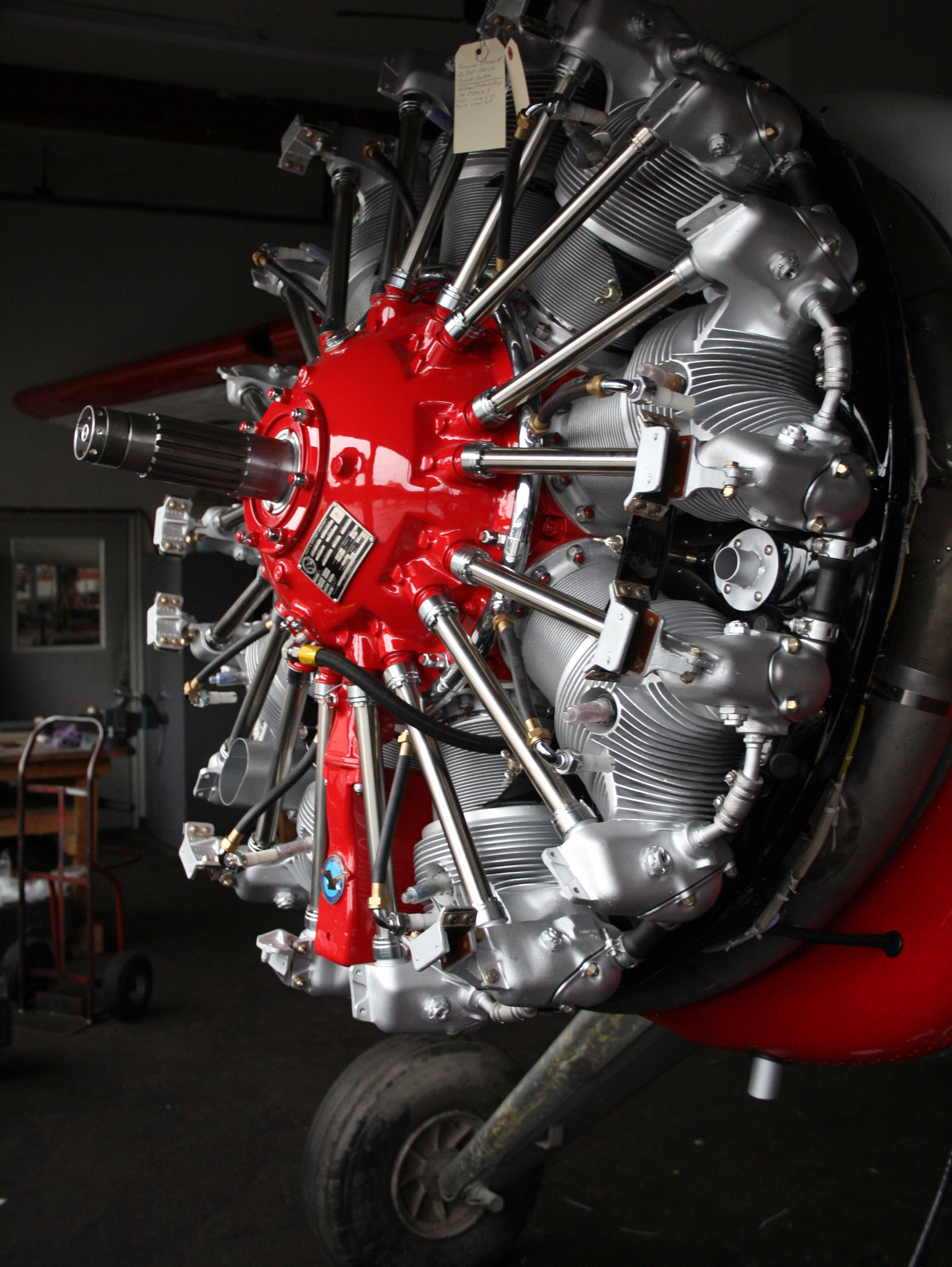
R-985 fitted to a DHC-2 Beaver

Fue introducido para complementar las familias de motores "Wasp" y "Hornet" de Pratt & Whitney, el Cuerpo Aéreo del Ejército de EE. UU. Utilizó por primera vez el "Wasp Junior" más pequeño de 300 hp en 1932. Mejorando durante la Segunda Guerra Mundial, el motor finalmente produjo 450 hp. El R-985 satisfizo las necesidades de una amplia variedad de aviones militares y comerciales, incluidos entrenadores, transportes, aviones y helicópteros.